# Pazifische Hurrikansaison

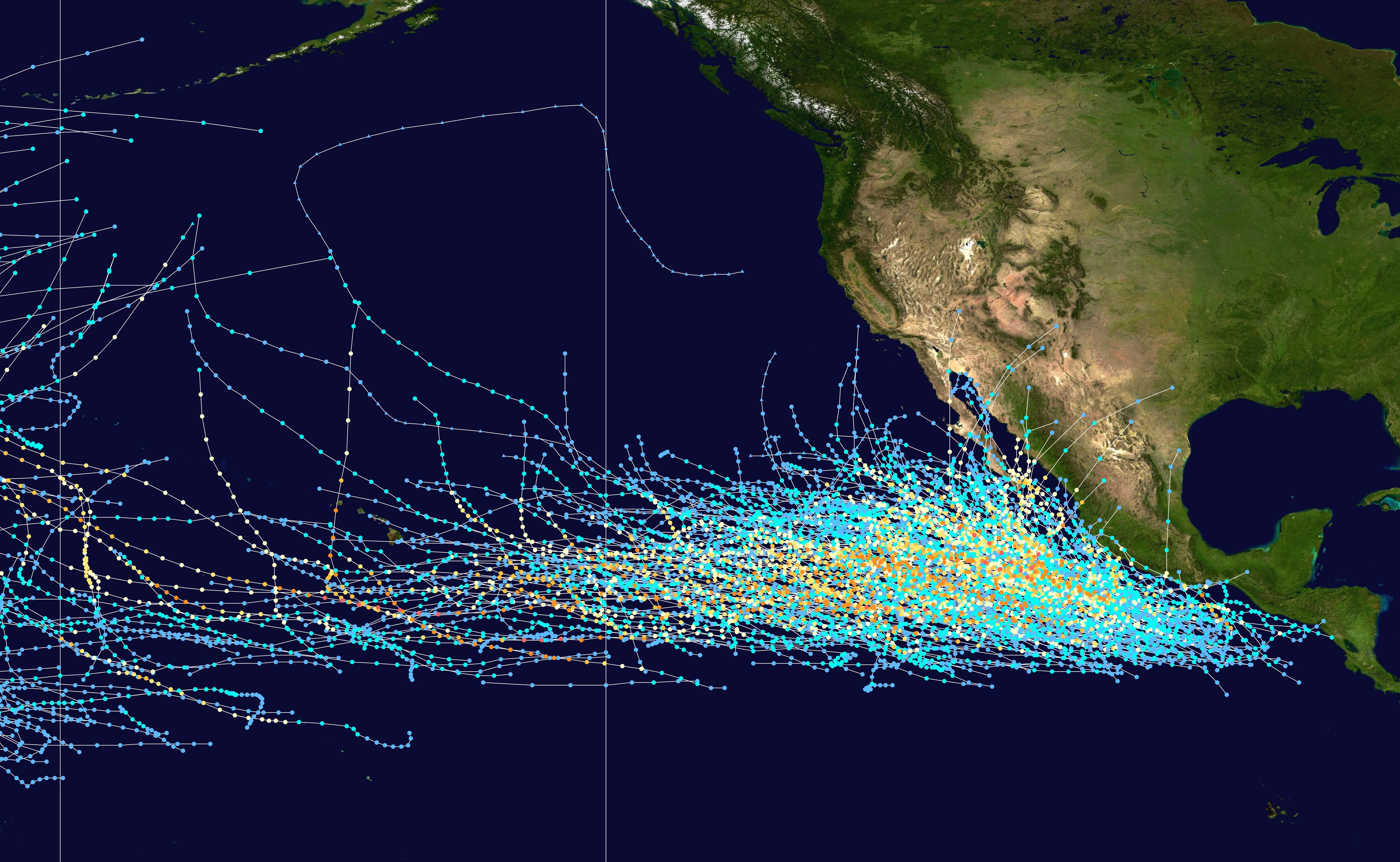
Kartierung aller Zugbahnen von 1980 bis 2005

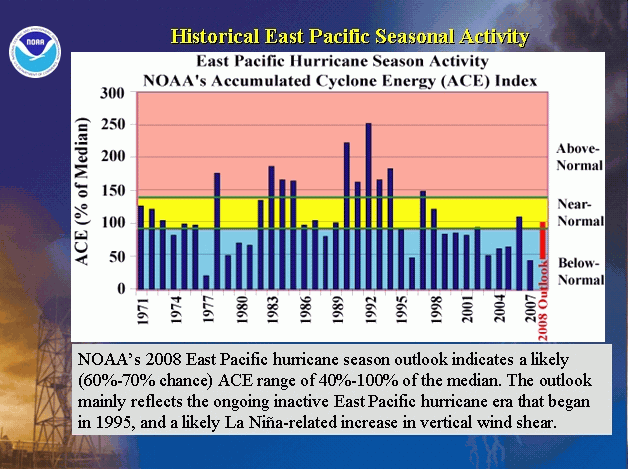
Historischer Index für die Aktivität während der Ostpazifischen Hurrikansaison (in Prozenten des Mittelwerts)

Nach dem National Hurricane Center liegt die Pazifische Hurrikansaison zwischen dem 15. Mai und dem 30. September, für den Zentral-Pazifik liegt sie zwischen dem 1. Juni und dem 30. September, da in dieser Zeit gute Bedingungen für die Bildung von tropischen Stürmen vorliegen. So ist der Ozean warm genug, es liegen kaum Windscherungen vor und die Luftfeuchtigkeit ist hoch genug. Alle Stürme, die sich nördlich des Äquators und östlich von 180° W bilden, zählen zur Pazifischen Hurrikansaison. Stürme, die sich westlich von 180° W bilden, werden Taifune genannt und sind Bestandteil der Pazifischen Taifunsaison. Das Gebiet ist statistisch gesehen das zweitaktivste Entstehungsgebiet für tropische Stürme, trotzdem bedrohen sie kaum Land, da sie meist auf den offenen Ozean hinausziehen. Die Hurrikane, die aufs Land ziehen, haben oft Auswirkungen auf den Westen Mexikos und seltener auf Kalifornien oder den nordwestlichen Teil Zentralamerikas. In der Datenbank findet sich kein Sturm, der das Festland von Kalifornien erreichte, jedoch soll ein Sturm 1885 Winde mit der Windgeschwindigkeit von 65 kn, in San Diego, verursacht haben. Der genaue Verlauf dieses kleinen Hurrikans ist nicht bekannt.